# Liste der Monuments historiques in Savères
Die Liste der Monuments historiques in Savères führt die Monuments historiques in der französischen Gemeinde Savères auf.

## Liste der Bauwerke
| Bezeichnung          | Beschreibung              | Standort | Kennzeichnung | Schutzstatus | Datum | Bild |
| -------------------- | ------------------------- | -------- | ------------- | ------------ | ----- | ---- |
| Schloss              | Erbaut im 17. Jahrhundert | (Lage)   | PA00094487    | Inscrit      | 1927  |      |
| Kirche St-Barthélemy | Erbaut im 19. Jahrhundert | (Lage)   | PA00094488    | Inscrit      | 1979  |      |